# IC 4035
IC 4035 ist eine Spiralgalaxie vom Hubble-Typ S im Sternbild Jagdhunde am Nordsternhimmel.
Das Objekt wurde am 21. März 1903 von Max Wolf entdeckt.